# Estadio Petrovski
El Estadio Petrovski (en ruso: Стадион «Петровский») es un estadio multiusos de San Petersburgo, Rusia. estadio fue inaugurado en 1925, tiene capacidad para 21.725 espectadores y sirve, principalmente, para la práctica del fútbol. El equipo de fútbol de la ciudad, el Zenit San Petersburgo, jugaba como local en el Petrovski, hasta 2017.

## Historia
El gobierno municipal de Leningrado aprobó la construcción de un estadio multiusos en la ciudad el 7 de abril de 1924 y el 16 de abril de ese mismo año firmó un decreto con la localización exacta del recinto. El estadio se erige junto al río Nevá, en la isla Petrovsky, de donde debe su nombre actual, que se encuentra en el distrito petersburgués de Petrogradsky.
El encargado de llevar a cabo el diseño del estadio fue el exatleta e ingeniero checo Alois Voevodin. El proyecto de construcción se dividió en tres etapas. En la primera se instalaron los campos de fútbol, baloncesto y la pista de atletismo, además de dos tribunas para dar cabida a 2 130 y 4 500 espectadores. En la segunda y tercera etapa se prepararon 450 metros de tierra para competiciones de ciclismo y también se completaron los vestuarios. Durante la construcción del complejo deportivo, el clima jugó un papel fundamental y el 23 de septiembre entró en Leningrado un temporal de viento procedente del Golfo de Finlandia que estuvo cerca de destruir toda la obra.

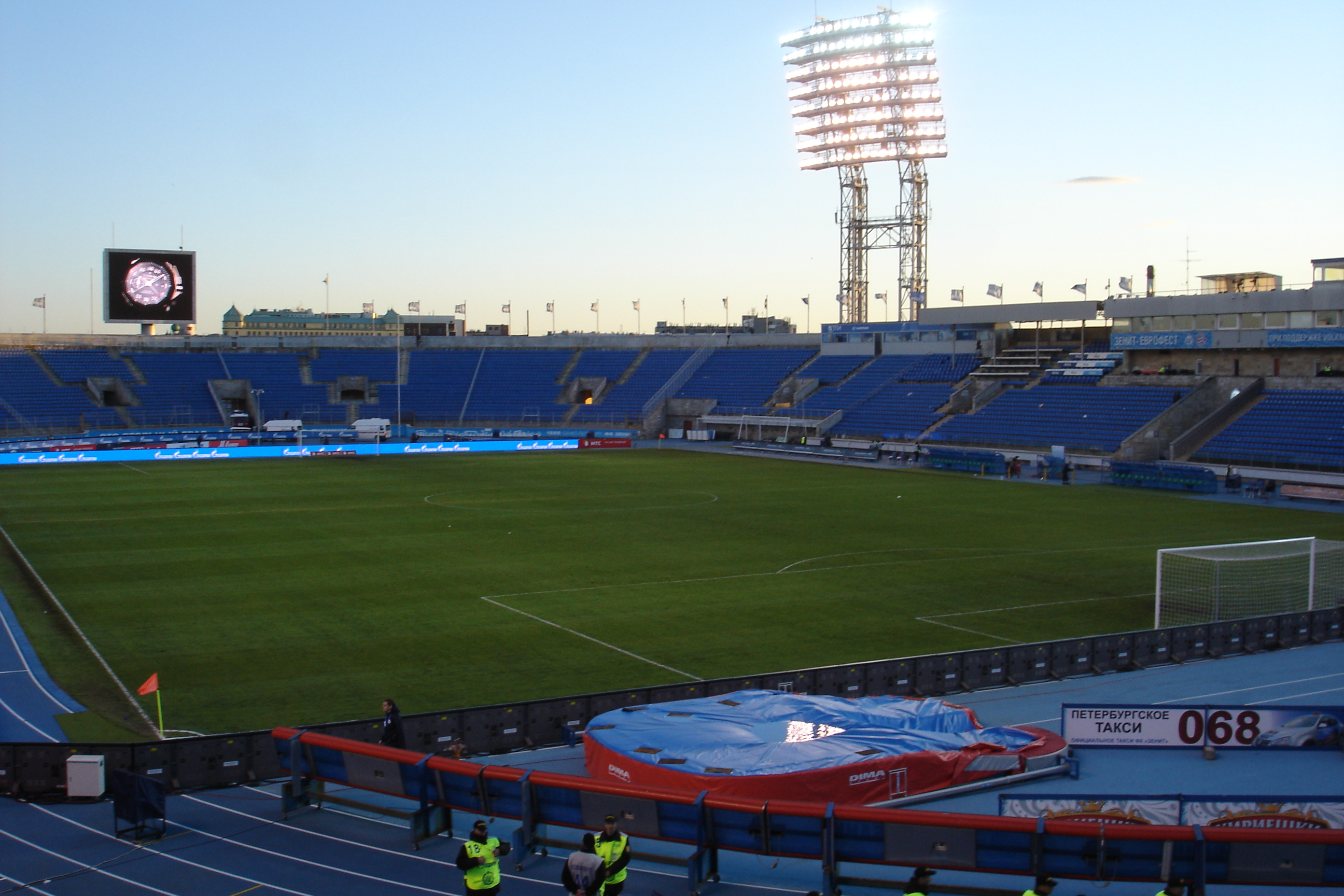
Vista de la arena del estadio.

El estadio fue inaugurado el 26 de julio de 1925 como Estadio Lenin, nombre que mantuvo durante toda la era soviética hasta 1992, y para ello se celebró un partido entre el equipo local de Leningrado y el de Járkov. El estadio tenía en aquel momento capacidad para 10 000 espectadores, pero en 1933 se decidió remodelar el estadio para alcanzar las 25 000 localidades. El 30 de junio de 1937 se disputó en el estadio Lenin un partido entre el Dinamo Leningrado y la selección de fútbol de Euskadi, que se encontraba en la Unión Soviética jugando partidos amistosos, y el partido finalizó con empate a dos goles —el único partido que el equipo vasco no ganó—.
Tras la Segunda Guerra Mundial el estadio tuvo que ser reconstruido casi en su totalidad, y el gobierno municipal proyectó la reconstrucción del estadio con una capacidad de 100 000 espectadores. El Estadio S.M. Kirov, en la isla Krestovsky, en ese momento pasó a ser el principal estadio de San Petersburgo. La reconstrucción del Petrovsky fue diseñada por los arquitectos Nikolay Baranov, Oleg Guryev y Viktor Fromzel que incluía un centro deportivo con cinco gimnasios, nuevos vestuarios y la instalación de la pista de atletismo sintética, lo que convertía al estadio en uno de los principales centros atléticos de la Unión Soviética. Sin embargo, en fútbol era utilizado por equipos reserva o clubes de San Petersburgo de segunda división, como el Dinamo.
El estadio también fue remodelado para los Juegos Olímpicos de Moscú 1980, obra llevada a cabo por los arquitectos Stanislav Odnovalov y Nina Balazh. Las nuevas mejoras estaban centradas en el sistema de drenaje del césped, la construcción de palcos vip y nuevos equipos de iluminación. Además de atletismo, entre 1960 y 1980 en la isla Petrovsky se disputaron partidos de rugby, hockey sobre hielo y hockey sobre hierba. En 1992 recibió su nombre actual y fue sede de los Goodwill Games en 1994. Un año después se instaló el sistema de calefacción en el césped y en las gradas se colocaron asientos de plástico, lo que redujo el aforo del estadio a 21 725 localidades, en lugar de las 30 000 que podía acoger anteriormente.

## Instalaciones anexas
El estadio Petrovsky se encuentra en un complejo deportivo que cuenta con más recintos deportivos. Uno de ellos es el Pequeño estadio Petrovsky, construido en 1994 y con un aforo de 2 809 espectadores. Este pequeño recinto es utilizado por el Petrotrest San Petersburgo y el Karelia Petrozavodsk, así como el equipo reserva del Zenit.

## Imágenes

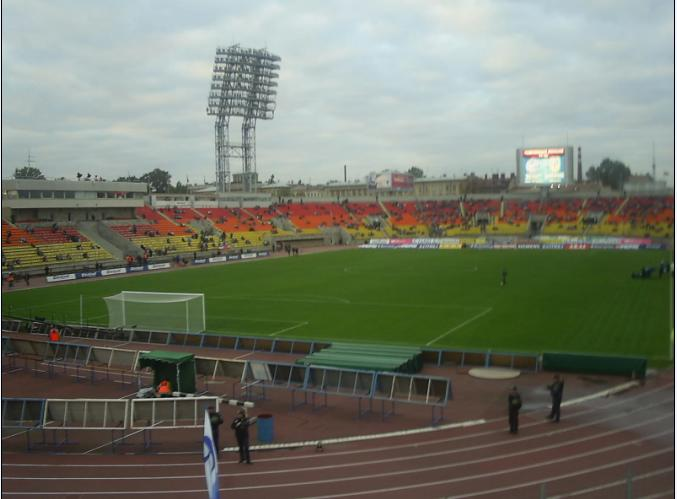
Interior del estadio.
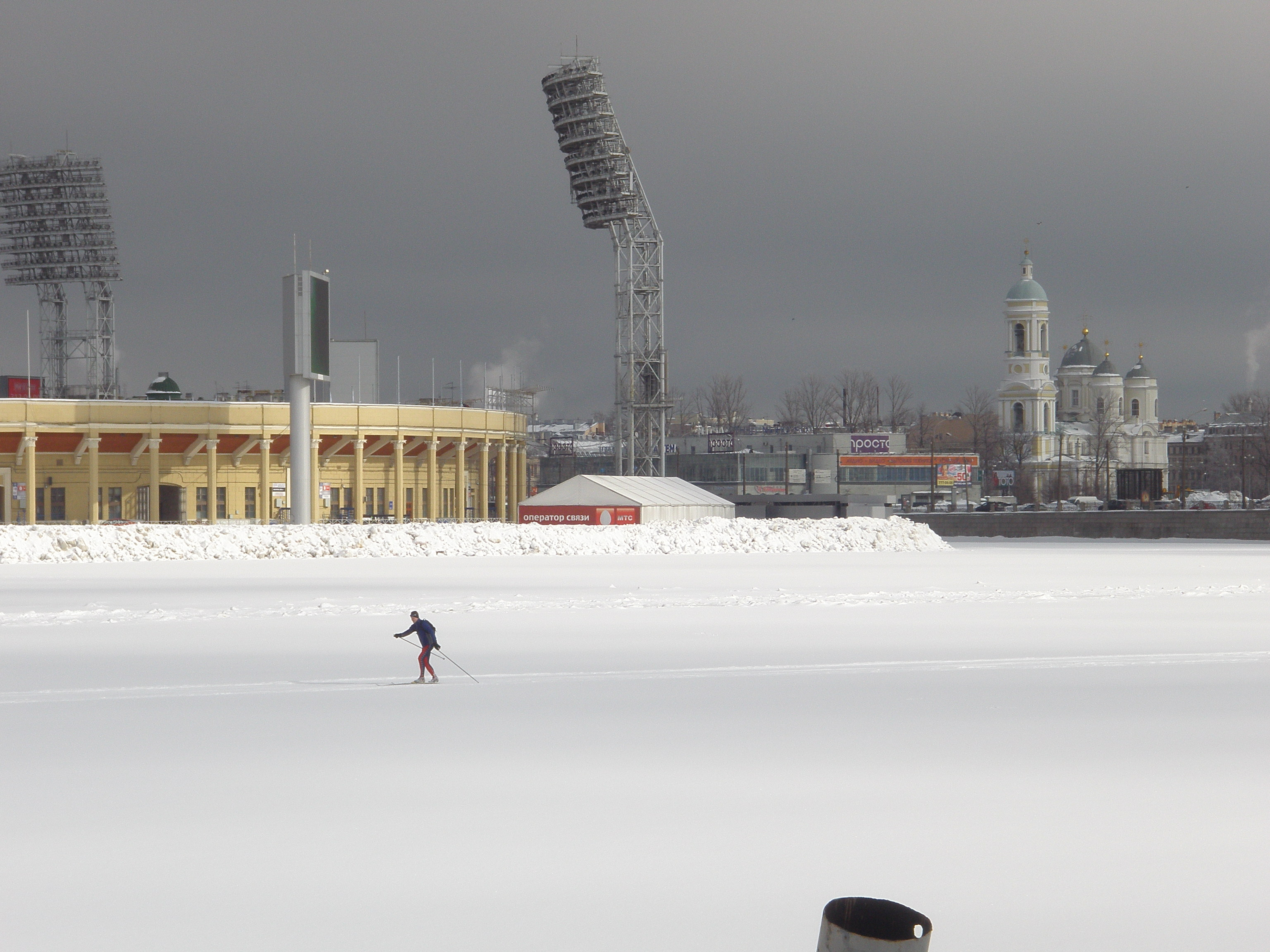
Nevadas en el estadio Petrovsky.
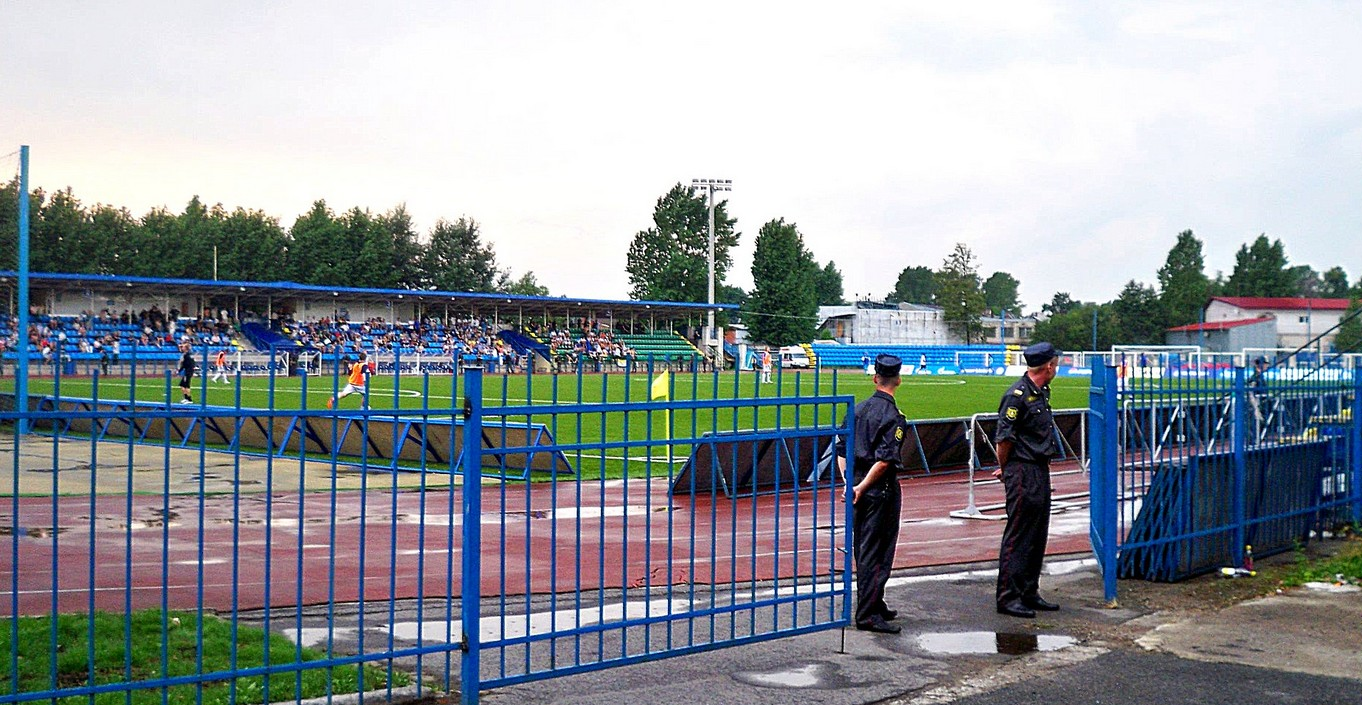
Pequeño estadio Petrovsky.